# Provincias de Cundinamarca

Las provincias de Cundinamarca.

Las provincias de Cundinamarca son las subdivisiones administrativas que conforman el departamento colombiano de Cundinamarca. En total son 15 provincias en las que se agrupan los 116 municipios del departamento; no se incluye al Distrito Capital de Bogotá.

## Provincias
| Almeidas | Alto Magdalena | Bajo Magdalena                                                                                               |
| --- | --- | --- |
| Chocontá • Machetá • Manta • Sesquilé • Suesca • Tibirita • Villapinzón                                                      | Agua de Dios • Girardot • Guataquí • Jerusalén • Nariño • Nilo • Ricaurte • Tocaima                                 | Caparrapí • Guaduas • Puerto Salgar                                                                          |
| Gualivá | Guavio | Magdalena Central                                                                                            |
| Albán • La Peña • La Vega • Nimaima • Nocaima • Quebradanegra • San Francisco • Sasaima • Supatá • Útica • Vergara • Villeta | Gachalá • Gachetá • Gama • Guasca • Guatavita • Junín • La Calera • Ubalá                                           | Beltrán • Bituima • Chaguaní • Guayabal de Síquima • Pulí • San Juan de Rioseco • Vianí                      |
| Medina | Oriente | Rionegro |
| Medina • Paratebueno | Cáqueza • Chipaque • Choachí • Fómeque • Fosca • Guayabetal • Gutiérrez • Quetame • Ubaque • Une                    | El Peñón • La Palma • Pacho • Paime • San Cayetano • Topaipí • Villagómez • Yacopí                           |
| Sabana Central | Sabana del Oeste | Soacha |
| Cajicá • Chía • Cogua • Cota • Gachancipá • Nemocón • Sopó • Tabio • Tenjo • Tocancipá • Zipaquirá                           | Bojacá • El Rosal • Facatativá • Funza • Madrid • Mosquera • Subachoque • Zipacón                                   | Sibaté • Soacha                                                                                              |
| Sumapaz | Tequendama | Ubaté |
| Arbeláez • Cabrera • Fusagasugá • Granada • Pandi • Pasca • San Bernardo • Silvania • Tibacuy • Venecia                      | Anapoima • Anolaima • Apulo • Cachipay • El Colegio • La Mesa • Quipile • San Antonio del Tequendama • Tena • Viotá | Cucunubá • Fúquene • Guachetá • Lenguazaque • Carmen de Carupa • Simijaca • Susa • Sutatausa • Tausa • Ubaté |